# السيد تود

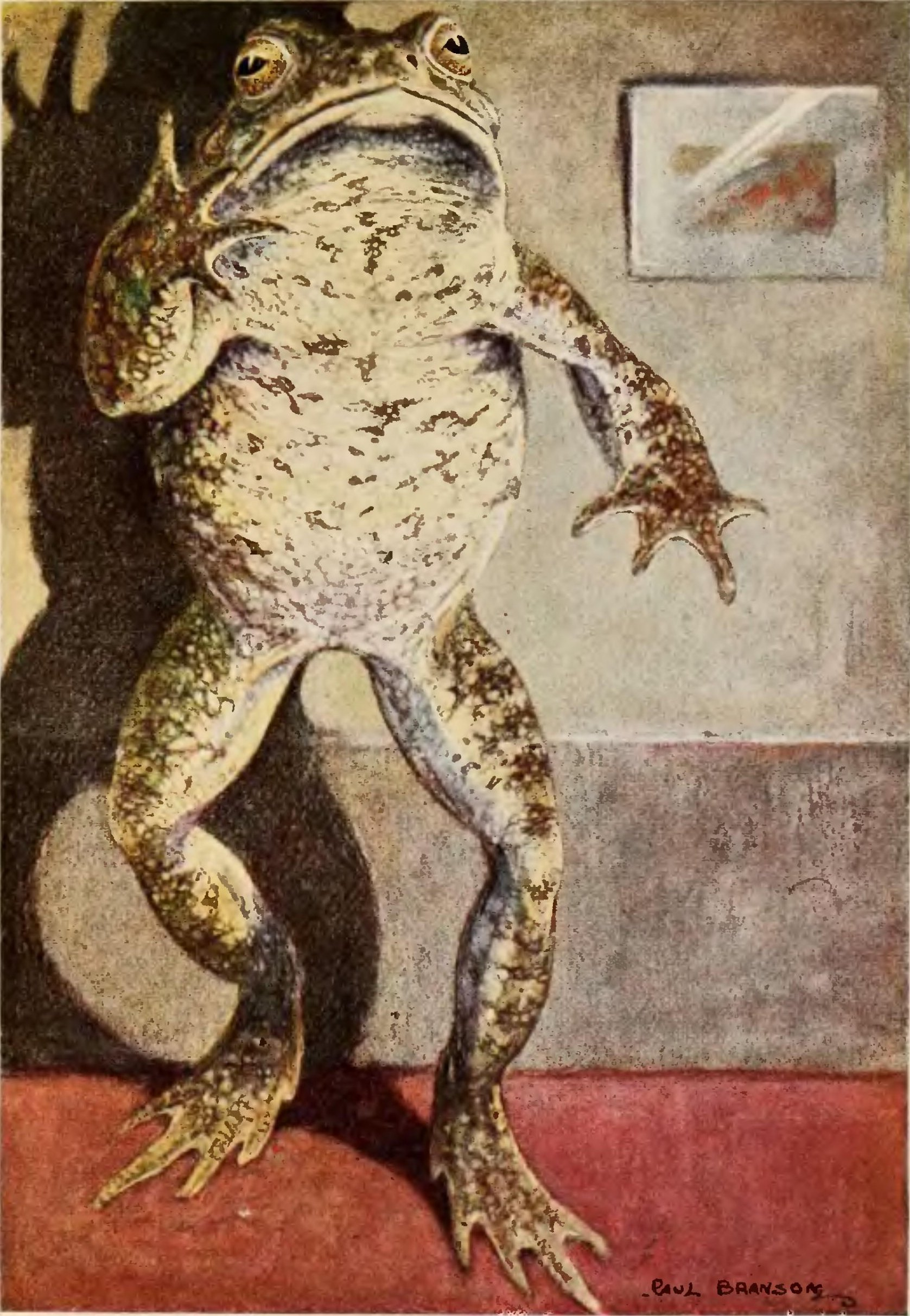
رسمة للسيد تود

السيد تود، من قاعة تود، هو أحد الشخصيات الرئيسية في رواية 1908 الريح في الصفصاف من تأليف كينيث غراهام، وكذلك شخصية العنوان في مسرحية آلان ألكسندر ميلن تود من قاعة العلجوم عام 1929 استنادًا إلى الكتاب.

## وحي الفكرة
كان إلهام السيد تود الشرير والمتباهي هو الطفل الوحيد لكينيث غراهام أليستر: سمع صديق العائلة، كونستانس سميدلي، غراهام وهو يروي لألاستير مآثر تود كقصة قبل النوم وأشار إلى أن «ميل أليستر نفسه للبهجة في مآثره كان برفق في السيد تود». يُعتقد أيضًا أن الكولونيل فرانسيس سيسيل ريكاردو (1852-1924)، المالك الأول لسيارة في كوهم في باركشير، حيث كتب غراهام الكتب كان له تأثير. تشمل الاقتراحات الأخرى والتر كونليف، البارون الأول كونليف.

## ممثلين لعبوا دور السيد تود
- إريك بلور - مغامرات إكابود والسيد تود[3]
- ديفيد جايسون - الريح في الصفصاف (فيلم 1983)[4]
- تشارلز نيلسون رايلي - الريح في الصفصاف (فيلم 1987)[5]
- ريك مايال - الريح في الصفصاف (فيلم 1995)[6]
- تيري جونز - الريح في الصفصاف (فيلم عام 1996)[7]
- مات لوكاس - الريح في الصفصاف (فيلم 2006)[8]
- بيتر هاريسون - على خشبة المسرح.[9]